# Gložje
Gložje (em cirílico: Гложје) é uma vila da Sérvia localizada no município de Bosilegrad, pertencente ao distrito de Pčinja, na região de Krajište. A sua população era de 281 habitantes segundo o censo de 2011.

## Demografia
| 1948 | 1953 | 1961 | 1971 | 1981 | 1991 | 2002 | 2011 |
| ---- | ---- | ---- | ---- | ---- | ---- | ---- | ---- |
| 829  | 844  | 796  | 783  | 630  | 428  | 327  | 281  |